# Anonymus IV
Anonymus IV angol tanuló volt a párizsi Notre-Dame székesegyházban valamikor az 1270–1280-as években. Ennél pontosabbat sem a nevéről, sem az életéről nem tudunk. 1270 körül írott De mensuris et discantu című értekezésének azonban több töredékes másolata is fennmaradt Bury St Edmunds székesegyházában: egy a 13. századból, egy a 14. századból.
Ezekből az írásokból, valamint a még korábbi Johannes de Garlandia és Kölni Franco által leírtakból kaphatjuk a legtöbb információt a Notre-Dame-korszak zenéjéről. Anonymus IV említése elsősorban a Leoninusra és Perotinusra tett utalásai miatt gyakori, hiszen, miközben őket nevezi a korszak legnagyobb mestereinek, másokat nem is említ név szerint. Leoninus és Perotinus így a két legkorábbi név szerint is ismert európai zeneszerző. Noha már mindketten meghaltak, mikor Anonymus IV róluk írt, még fél évszázaddal haláluk után is ismert és elismert zenészeknek számítottak.
Azonkívül, hogy Leoninust és Perotinust, mint az organum két legnagyobb mesterét említi, Anonymus IV az elméletíró Kölni Franco munkáját is megemlíti, és részletes leírást ad az organumról, a discantusról, a ritmus modusokról, a konszonancia és disszonancia szabályairól, a notációról és a műfajokról. Összefoglalva, a korszak zenéjének szinte valamennyi lényeges összetevőjéről tőle tudhatunk információkat.
Szamosi Géza fontos újításnak tekinti, hogy Anonymus definiálja az időtartam etalonját (breve), a kétszeresét (longa imperfecta) és a háromszorosát (longa perfecta), illetve külön fejezetben foglalkozik a szünetekkel; ugyanis a korszak természetfilozófiájában az időt, mint a testek mozgásának következményét tekintették és nem foglalkoztak az idő független mérésével.